# Ctenomys azarae
Ctenomys azarae és una espècie de mamífer rosegador de la família dels ctenòmids. És endèmic de la província de La Pampa (Argentina). El seu hàbitat natural són les zones de vegetació psammòfila. Està amenaçada per la transformació del seu hàbitat en camps de conreu.
Aquest tàxon fou anomenat en honor del naturalista i explorador espanyol Félix de Azara.